# إليزابيث ماير (ملحنة)
إليزابيث ماير (بالدنماركية: Elisabeth Meyer)‏ هي ملحنة دنماركية، ولدت في 19 يوليو 1859، وتوفيت في 4 يوليو 1927.